# Сандерсон, Нил
Нил Кристофер Сандерсон (англ. Neil Christopher Sanderson, родился 17 декабря 1978) — барабанщик, бэк-вокалист, автор песен и один из основателей группы Three Days Grace.

## Ранние годы
Нил Сандерсон родился 17 декабря 1978 года. Сандерсон научился играть на фортепиано, прежде чем пойти в школу. У Нила был жадный интерес к музыке, он работал с различными инструментами, пока учился в начальной школе. Он полюбил барабаны в 10 лет. В 4 года Нил начал заниматься на пианино. По его словам, его учительница была строгим педагогом. Также учился в электроинженерном колледже, имел успехи. И по сей день Нил отлично разбирается в технике.
В 1992 году Сандерсон встретился с Адамом Гонтье, когда учился в средней школе в Норвуде, Онтарио, оба они были в 9 классе. С басистом Брэдом Уолстом Нил практиковался играть на инструментах. С Филом Кроуи и Джоуи Грантом они создали группу «Groundswell». Сандерсон также был ударником группы Thousand Foot Krutch с 1996 по 1997 гг. Также, Тревор МакНивен, вокалист группы «Thousand Foot Krutch» — двоюродный брат Нила Сандерсона. Родной брат Нила, Дэрил, умер в одно время с их отцом, по неизвестным обстоятельствам, когда Нил был маленьким. Его мать, Кэрол, не показывала сыну своих чувств и скорби. По мотивам этих событий была написана песня «Fallen Angel» с альбома «Human»(2015).
В 1997 году была создана группа Three Days Grace. Нил женат с 12.12.2003 года, его жену зовут Джанин, 29 июня 2007 года родилась дочь Вайолет, 8 марта 2010 года родился сын Джет. Также у Нила есть благотворительный фонд под названием Херби, он помогает больным детям.

## Успех
Под названием «Three Days Grace» группа отыграла концерты в Торонто и в итоге подписала контракт с американским лейблом Jive Records.
Первый одноимённый альбом группы Three Days Grace был выпущен в 2003 году. Три сингла с альбома, «I Hate Everything About You», «Just Like You» и «Home» стали хитами, каждый достиг первого места в US Rock Charts. Этот альбом был сертифицирован как «Platinum».
Группа выпустила второй альбом под названием One-X в 2006 году. Этот альбом достиг пятого места на Billboard Album Chart. Три сингла из этого альбома «Animal I Have Become», «Pain» и «Never Too Late» также достигли первого места в US Rock charts. Этот альбом также был сертифицирован «Platinum».
Также проявил себя как очень талантливый барабанщик.
Создал свою линию одежды для альтернативной публики.